# День Петра і Февронії
День Петра і Февронії — російське свято, день пам'яті російських святих Петра і Февронії, а також Февронії Нізібійської. Відначається 25 червня (8 липня) за юліанським календарем.
З 2008 року у Російській Федерації відзначається приурочений до Дня Петра та Февронії — День сім'ї, любові і вірності.

## Історія
За легендою, князь Муромський Петро захворів на проказу і жоден лікар не міг його вилікувати. Тоді йому порадили звернутися до селянки Февронії. Вона, як подяку за зцілення поставила умову одружитися з нею. Однак, вилікувавшись, князь не дотримався свого слова і поїхав від Февронії. Тоді хвороба знову до нього повернулася. Тому він повернувся назад, вилікувався і одружився з Февронією та ніколи про це не пошкодував.
Як свідчить легенда, князь і княгиня прожили довге і щасливе життя і ніщо їх не могло розлучити, вони прийняли послух, стали ченцем і черницею, знаходилися в різних монастирях і померли в один день, кожен у своїй келії. Спочатку помер Петро (у чернецтві Давид), дізнавшись про це 25 червня 1228 року померла і Февронія (Єфросинія). Православна церква канонізувала їх у 1541 році. З тих пір свято Петра і Февронії на Московії — це день коли моляться за щастя і мир у сімейному житті та беруть благословення на щасливий шлюб.
День святих відзначають 25 червня (8 липня) за юліанським календарем і 25 червня за григоріанським календарем.
День Петра і Февронії у віруючих східного обряду припадає на Петрів піст.

## У російській культурі
У Росії побутують такі назви свята: Петра і Февронії, Февронія Русальниця, Февронії-русальниці.
Мощі Петра і Февронії знаходяться у Троїцькому жіночому монастирі міста Муром (Росія). Біля входу в монастир стоїть бронзовий пам'ятник цій парі.
Існує народне вірування: хто одружиться 8 липня буде щасливим у шлюбі, тому у цей день начебто завжди є велика кількість бажаючих одружитися.
Всеросійське свято, що отримало назву «День сім'ї, любові та вірності», вперше було проведене 8 липня 2008 року. Його організатором став Фонд соціально-культурних ініціатив, очолюваний Світланою Медведєвою, дружиною третього президента Росії Дмитра Медведєва.
Офіційно День сім'ї, кохання та вірності встановлений в Росії указом президента Путіна від 28 червня 2022 року.